# Macrojoppa bifasciata
Macrojoppa bifasciata är en stekelart som först beskrevs av Szepligeti 1900.  Macrojoppa bifasciata ingår i släktet Macrojoppa och familjen brokparasitsteklar. Inga underarter finns listade i Catalogue of Life.